# Taormina Guevara
Taormina Guevara Álvarez (Barquisimeto, Estado Lara; 25 de noviembre de 1925-Barquisimeto,  11 de septiembre de 1985) fue una maestra y coreógrafa de ballet venezolana, fundó la Academia de Danza y Ballet Clásico Taormina Guevara en el año de 1949 y que promovió la constitución de la Fundación ¨Taormina Guevara¨ en 1969.

## Biografía
Nació el 25 de noviembre de 1925, era hija de Rafael Guevara Núñez y de María Teresa Álvarez Corvaia. Comenzó su carrera de ballet a los 12 años y, luego de que terminara de estudiar en el Colegio Wohnsiedler, se fue a Caracas y estudió en los colegios Alemán y Santa María. Mientras estudiaba en Caracas, comenzó a aprender ballet en la primera academia de danzas y ballet que existió en Venezuela con la profesora Steffy Sthahl. Desde 1940 hasta 1946, estudió armonía, teoría y solfeo en la Escuela Superior de Música de Caracas. Por los maestros Manuel Ramos, Vicente Emilio Sojo, Moisés Moleiro entre otros.
El Ministerio de Educación le otorgó una beca y se fue a Nueva York, EE. UU. a estudiar en la academia Ballet Art del Carnegie Hall de la Escuela American Ballet en 1946. Siendo así la primera venezolana en dedicarse al ballet como profesión y la primera becaria esta especialidad en el exterior. A comienzo del año de 1949, hace su concierto de examen, llamado ¨El Hada de Azúcar¨, realizado en Nueva York; Para así obtener el título de Pedagogía de la Danza y Gimnasia en Educación Primaria y secundaria, con especialización en rítmica y danza escolar, folkrore y kinesiología.
Pero al poco tiempo, en una presentación en el Carnegie Hall sufrió un accidente que le afectó un menisco y la imposibilitó para seguir bailando. Tras este suceso se tuvo que retirar del ballet para regresar a Caracas y, posteriormente, regresar a su natal ciudad, Barquisimeto, donde fundó su Academia de Danza y Ballet Clásico Taormina Guevara el 26 de septiembre de 1949, la primera institución de ballet clásico en la región comenzó en la casa de sus tíos, Irma y Carlos Zubillagas, en la carrera 18 entre calles 34 y 35. Para luego pasar a un local, frente al Parque Ayacucho, con 80 niñas y jóvenes.
Por una década, entre 1949 y 1959 bajo contrato del gobierno regional, Taormina Guevara llevó sus enseñanzas a las escuelas públicas de la entidad al crear el Departamento de Danzas Rítmicas y Folklóricas. en el año de 1955, hace un viaje a Paris, Francia, para hacer estudios de perfeccionamiento  en la reconocida escuela preobrajenskaia.
el 3 de octubre de 1963, se constituye, promovido por Guevara, la creación de la Fundación Taormina Guevara para rescatar la historia de la primera academia de ballet que existió en la ciudad crepuscular.  Muere de cáncer de útero, el 11 de septiembre de 1985, a los 59 años, en la ciudad de Barquisimeto.